# How to Get Away with Murder (1.ª temporada)
A primeira temporada de How to Get Away with Murder foi anunciada pela ABC em 20 de dezembro de 2013. Peter Nowalk é o showrunner e criador. A primeira temporada estreou em 25 de setembro de 2014.

## Elenco e personagens

### Principal
- Viola Davis como Annalise Keating
- Billy Brown como Nate Lahey
- Alfred Enoch como Wes Gibbins
- Jack Falahee como Connor Walsh
- Katie Findlay como Rebecca Sutter
- Aja Naomi King como Michaela Pratt
- Matt McGorry como Asher Millstone
- Karla Souza como Laurel Castillo
- Charlie Weber como Frank Delfino
- Liza Weil como Bonnie Winterbottom

### Recorrente
- Tom Verica como Sam Keating
- Megan West como Lila Stangard
- Conrad Ricamora como Oliver Hampton
- Alysia Reiner como Wendy Parks
- Lenny Platt como Griffin O'Reilly
- Lynn Whitfield como Mary Walker
- Arjun Gupta como Kan
- April Parker Jones como Claire Bryce
- Marcia Gay Harden como Hannah Keating
- Tamlyn Tomita como Carol Morrow

### Convidado
- Steven Weber como Max St. Vincent
- Ana Ortiz como Paula Murphy
- Elliot Knight como Aiden Walker
- Elizabeth Perkins como Marren Trudeau
- John Posey as William Millstone
- Cicely Tyson como Ophelia Harkness
- Michelle Hurd como Amanda Winthrop
- Tom Everett Scott como Andrew Crawford
- Sarah Burns como Emily Sinclair

## Produção
A emissora ABC confirmou a primeira temporada de How to Get Away with Murder em 20 de dezembro de 2013. Peter Nowalk é o showrunner e criador, e já temos alguns atores confirmados para o elenco. Dentre eles estão o ator Alfred Enoch que interpretará Wes Gibbins, e Jack Falahee que interpretará Connor Walsh.
Karla Souza que interpreta a esperta Laurel Castillo foi anunciada no elenco principal logo depois.
A primeira temporada estreou em 25 de setembro de 2014.

## Episódios
| N.º na série | N.º na temp. | Título                                                       | Dirigido por     | Escrito por                            | Exibição original       | Audiência (milhões) |
| --- | ------------ | ------------------------------------------------------------ | ---------------- | -------------------------------------- | ----------------------- | ------------------- |
| 1 | 1            | "Pilot" "Piloto" (BR)                                        | Michael Offer    | Peter Nowalk                           | 25 de setembro de 2014  | 14.12               |
| Uma advogada de defesa e professora de Direito Criminal, Annalise Keating, seleciona um grupo de seus melhores alunos para trabalhar com ela. A cliente de Annalise é uma mulher acusada da tentativa de assassinato de seu amante e chefe, com aspirina, a qual ele é altamente alérgico. Wes descobre que Annalise está traindo seu marido, Sam, enquanto Connor encontra maneiras interessantes para ajudar no caso. O corpo de uma estudante que está desaparecido há meses, Lila Stangard, é encontrado por um reparador no tanque de água de sua irmandade. Quando Annalise e Sam vêem a reportagem no noticiário, Annalise brinca, dizendo: "Aposto que foi o namorado dela que fez isso". Flashforward: Os alunos de Direito de Annalise, Wes, Connor, Laurel e Michaela discutem entre si mesmos sobre como se livrar de um corpo que está na casa de Annalise, e no processo, são quase pegos pela polícia. Mais tarde, eles vão para a floresta e decidem que a melhor coisa a fazer é queimar o corpo. Então, é revelado que o corpo pertence ao marido de Annalise, Sam. |              |                                                              |                  |                                        |                         |                     |
| 2 | 2            | "It's All Her Fault" "É tudo culpa dela" (BR)                | Bill D'Elia      | Peter Nowalk                           | 2 de outubro de 2014    | 11.94               |
| Annalise assume o caso de um milionário que é acusado de assassinar sua esposa. Connor tenta consertar as coisas com o seu namorado depois que ele ignora um jantar para trabalhar no caso. Uma tentativa de Annalise de inocentar seu cliente dá errado quando a filha do acusado revela a acusação de que seu pai havia assassinado sua mãe, da mesma forma que ele foi acusado de matar sua segunda esposa. Annalise começa a suspeitar de Sam e seu envolvimento com Lila Stangard. Laurel vai até Bonnie à procura de conselhos sobre Frank. Flashforward: Ao comprar suprimentos para limpar a cena do crime após o assassinato, Wes liga para alguém e diz que está tudo bem. Mais tarde, ele vai para um quarto de hotel e encontra-se com Rebecca. |              |                                                              |                  |                                        |                         |                     |
| 3 | 3            | "Smile, or Go to Jail" "Sorria ou vá para a cadeia" (BR)     | Randy Zisk       | Rob Fresco                             | 9 de outubro de 2014    | 10.81               |
| Annalise assume o caso da mãe do futebol, Paula Murphy, que originalmente é pega tendo relações sexuais com um homem em um parque, mas logo é levada a julgamento por assassinato. Wes tenta ajudar Rebecca, que agora está levando a culpa pelo assassinato de Lila. Michaela descobre que seu noivo tinha um relacionamento com Connor anos atrás em um internato. Nate procura um álibi de Sam na noite do assassinato de Lila e descobre que ele não tem um, mas confirma a Annalise que o álibi de Sam é hermético. O caso de Annalise é colocado em espera após a mãe do futebol fugir com seu ex-amante, um criminoso condenado. Flashforward: Connor, Wes, Michaela e Laurel planejam se livrarem do corpo, mas começam a perceber que eles precisam de álibis para a noite, resultando neles tirando fotos na fogueira. Ao sair do bosque, Michaela percebe que perdeu seu anel de noivado. |              |                                                              |                  |                                        |                         |                     |
| 4 | 4            | "Let's Get to Scooping" "Vamos dar uma espiada" (BR)         | Laura Innes      | Erika Green Swafford                   | 16 de outubro de 2014   | 9.79                |
| Annalise assume o caso de uma velha amigo, Marren Trudeau, que está sendo acusada de fraude e que insiste em dizer que é inocente e que está sendo injustiçada. Wes se retira do caso de Rebecca depois de descobrir que foi por causa dele que ela confessou ter matado Lila. Connor conecta-se com um cara para ajudar no caso de Annalise e percebe que tem sentimentos genuínos por Oliver, que o expulsa de sua casa quando ele descobre que Connor o traiu com outro cara. Frank enfrenta problemas de ciúmes com Laurel. Bonnie precisa encontrar maneiras para que a confissão de Rebecca seja descartada. Wes finalmente convence Rebecca de que eles precisam saber o que está no celular de Lila. Com isso, Rebecca, finalmente, começa a confiar nele. Então, eles descobrem que há uma foto do pênis de Sam Keating no celular. Flashforward: Depois que Sam é assassinado, Michaela começa a surtar, e Asher aparece na cena do crime irritado por ter perdido seu troféu. Connor vai à casa de Oliver depois que eles se livram do corpo, pirando no corredor com a realização do que tudo o que tinham acabado de fazer. |              |                                                              |                  |                                        |                         |                     |
| 5 | 5            | "We're Not Friends" "Nós não somos amigos" (BR)              | Mike Listo       | Tracey A. Bellomo                      | 23 de outubro de 2014   | 9.97                |
| Annalise assume o caso de um adolescente que está sendo acusado do assassinato de seu pai abusivo. Annalise descobre o motivo de Bonnie ter a confissão de Rebecca, e Laurel põe em risco sua carreira e corre o risco de ir para a cadeia quando ela tenta ajudar com o caso. Annalise confronta Sam sobre sua relação com Lila. Eles logo levam Rebecca para uma "avaliação psicológica rotina" para descobrir se ela sabia quem Lila estava tendo um caso com Sam, mas Rebecca se foge depois de descobrir que o papel de parede no quarto de Sam e Annalise é o mesmo papel de parede na foto no celular de Lila. Bonnie fica sem saber o que fazer depois de testemunhar uma briga entre Annalise e Sam. Flashforward: Os quatro estudantes de Direito tentam descobrir como pegar a arma do crime de volta na casa de Annalise. Laurel responde a uma ligação de Frank para reforçar o seu álibi de estar na fogueira. Depois de Michaela enlouquecer e não poder fazer mais nada para ajudá-los, Laurel decide ir até Frank para conseguir ajuda. |              |                                                              |                  |                                        |                         |                     |
| 6 | 6            | "Freakin' Whack-a-Mole" "Maldito esconde-esconde" (BR)       | Bill D'Elia      | Michael Foley                          | 30 de outubro de 2014   | 8.68                |
| Annalise descobre que é finalmente capaz de inocentar alguém que foi colocado no corredor da morte há mais de vinte anos atrás, e agora é capaz de convencer o Supremo Tribunal de sua inocência. Wes para de ir para a aula, então Frank tenta encontrar Rebecca, a fim de trazer Wes de volta. Annalise e a equipe se preparam para a audiência do Supremo Tribunal e tentam descobrir como seu cliente foi criado. Durante o julgamento, Annalise é repreendida pelo quanto seu caso é construído com as circunstâncias, só para eles argumentarem que o caso original era o mesmo, resultando em seu cliente sendo posto em liberdade. Frank coloca o telefone de Lila no carro do namorado dela, Griffin, apenas para Nate descobrir, resultando em Griffin sendo preso. Annalise conta para Sam o que ela fez e diz que a única razão de ela ter feito isso foi porque ela precisa dele. Flashforward: Asher percebe que o troféu sumiu de seu apartamento e vai confrontar seus colegas sobre o roubo. Então, ele recebe uma ligação de Bonnie, resultando neles dormindo juntos. Bonnie recebe uma ligação de Annalise perguntando se ela sabe onde Sam está. Então, Annalise diz que acha que algo aconteceu com ele. |              |                                                              |                  |                                        |                         |                     |
| 7 | 7            | "He Deserved to Die" "Ele mereceu morrer" (BR)               | Eric Stoltz      | Warren Hsu Leonard                     | 6 de novembro de 2014   | 9.18                |
| Annalise continua a enfrentar o caso de Rebecca pelo assassinato de Lila, até que descobre que os advogados de Griffin vazaram coisas para os juízes para fazer Rebecca se sentir mal, resultando em uma ordem de mordaça. Michaela descobre que ela tem uma entrevista em um escritório de advocacia, então, descobre que a chamaram para reunião para um acordo pré-nupcial. A equipe de defesa de Griffin quer exumar o corpo de Lila, a fim de mostrar que Rebecca foi a pessoa que a matou, resultando em uma acusação de ajuda vindo para Annalise porque eles não querem a mesma coisa. No entanto, o promotor dá uma "rasteira" em Annalise e Asher dorme com alguém na equipe da promotoria para obter informações e descobrir por que a acusação deu a "rasteira". Mais tarde, o juiz ordena que o corpo de Lila seja exumado. Após o exame, o caso de Rebecca é reforçado pelo fato de que as marcas no pescoço de Lila são picadas de formiga. Mas, surgem mais problemas para o caso e Sam se vê encurralado quando Annalise descobre que Lila estava grávida de seis semanas quando morreu. Flashforward: Wes vai para um motel para ajudar Rebecca a se limpar depois do assassinato de Sam, resultando em sua vontade de levar a culpa pela morte de Sam, dizendo que ela já está em julgamento pelo assassinato de Lila por isso ela já está praticamente indo para a cadeia. |              |                                                              |                  |                                        |                         |                     |
| 8 | 8            | "He Has a Wife" "Ele tem uma esposa" (BR)                    | Debbie Allen     | Doug Stockstill                        | 13 de novembro de 2014  | 9.25                |
| Annalise assume o caso de uma mulher profissional e mãe que, aparentemente assassinou a babá de seus filhos, enquanto estava sonâmbula por causa da influência de suas pílulas para dormir. Michaela encontra-se com sua futura "sogra-de-lei" para discutir o acordo pré-nupcial na qual ela se recusa a assinar. Laurel fica mais perto de Frank e acaba descobrindo que ele tem uma namorada. Bonnie confessa para Annalise que Sam sabia que Lila estava grávida depois que ele veio até ela e tentou convencê-la a manter em segredo. Wes revela que o homem que Rebecca está ajudando é o namorado de Annalise, o que leva a uma briga enorme. Rebecca foge para conseguir provas incriminatórias sobre Sam, o que leva aos acontecimentos das cenas de flashforwards. Flashback: Rebecca e Lila se encontram em segredo no telhado da casa da irmandade, onde Lila revela que ela não está só dormindo com Sam (a quem ela se refere como "Darcy"), mas também mostra para ela as fotos no seu celular. Na noite de seu assassinato, Lila vai até a casa de Annalise para tentar revelar a verdade sobre o caso, mas é confrontada e rejeitada por Bonnie. |              |                                                              |                  |                                        |                         |                     |
| 9 | 9            | "Kill Me, Kill Me, Kill Me" "Me mate, me mate, me mate" (BR) | Stephen Williams | Michael Foley & Erika Green Swafford   | 20 de novembro de 2014  | 9.82                |
| Acontecimentos do presente envolvendo a morte de Sam são revelados e novas informações são reveladas. Rebecca foge para a casa de Annalise para roubar uma informação no notebook de Sam, que supostamente parece ser uma informação sobre ela. Wes descobre onde Rebecca foi, e segue para a casa de Annalise junto com Connor e Laurel. Ao mesmo tempo, Michaela chega para devolver o troféu que ela roubou de Asher e é recebida por Sam, bêbado depois de lutar violentamente com Annalise, que finalmente tinha chegado a ponto de terminar o relacionamento em função do envolvimento de seu marido no assassinato de Lila Stangard. Sam flagra Rebecca em sua casa, percebe suas intenções e a persegue para o andar de cima, onde a qual há uma briga. A briga se intensifica, e na tentativa de fazer Sam soltar Rebecca, Michaela empurra Sam sobre o corrimão da escada e ele cai no chão abaixo. Sam é dado como morto, e Rebecca, Wes, Michaela, Connor e Laurel pensam em seus próximos passos, até que Sam levanta e ataca Rebecca. Rapidamente, Wes atinge Sam na cabeça com o troféu de Asher, matando-o. Então, eles fogem para a floresta, mas acabam retornando para pegar o corpo de Sam e destruir todos os vestígios do assassinato. Wes retorna para a casa de Annalise para recuperar o troféu, na tentativa de esconder a arma do crime. Annalise vai até Nate, em pânico, dizendo que ela enfrentou Sam sobre a gravidez de Lila e sobre o teste de DNA, temendo que ele tenha fugido. Os dois dormem juntos. Depois, Annalise sai da casa de Nate e liga para Sam. Ela deixa uma mensagem pedindo desculpas por terem brigado, que ela ainda o ama, e suplicando-lhe para voltar para casa para que eles possam resolver as coisas. Os alunos movem o corpo de Sam pela floresta, e o queima em uma fogueira. Em seguida, cortam os restos em pedaços e os colocam em sacos de lixo. Eles deixam os sacos em uma lixeira e saem. Um flashback final mostra uma cena de quando Wes voltou até a casa de Annalise para recuperar o troféu, e é flagrado por Annalise, que está sentada numa mesa, e mostra a Wes sua cumplicidade no assassinato de seu marido. |              |                                                              |                  |                                        |                         |                     |
| 10 | 10           | "Hello Raskolnikov" "Olá, Raskolnikov" (BR)                  | Michael Offer    | Marcus Dalzine                         | 29 de janeiro de 2015   | 9.18                |
| Annalise arquiva uma ocorrência de Pessoa Desaparecida para Sam, fazendo parecer que Sam fugiu por ter matado Lila. Os alunos de Annalise não tem certeza do que Annalise sabe sobre seus envolvimentos no assassinato de Sam e estranham sua intenção de ajudá-los a evitarem de serem pegos. Annalise é capaz de convencer o tribunal de que Rebecca não tinha nada a ver com a morte de Lila, mas sim transferir a culpa para Sam. Rebecca é absolvida de todas as acusações. Connor e Michaela pensam em confessarem e colocarem a culpa da morte de Sam em Wes. Eles negociam com Laurel, obrigando-a a realizarem o plano junto com eles, ou eles vão colocar a culpa nela também. Laurel conta para Wes e Annalise. Por sua vez, Annalise explica a Connor e Michaela que confessar não vai ajudar em nada, mas apenas piorar as coisas. Ela jura sempre protegê-los e lhes diz que eles precisam confiar nela. Annalise conta a Frank o que realmente aconteceu com Sam. Connor chama Annalise e a avisa que a irmã de Sam, Hannah, está na cidade e que ela se recusa a acreditar que Sam matou Lila. |              |                                                              |                  |                                        |                         |                     |
| 11 | 11           | "Best Christmas Ever" "O melhor Natal de todos!" (BR)        | Michael Katleman | Tracey A. Bellomo & Warren Hsu Leonard | 5 de fevereiro de 2015  | 8.34                |
| A "irmã-de-lei" de Annalise, Hannah Keating, chega em Middleton, desesperada por respostas sobre o suposto desaparecimento de Sam. Agravado pelo desdém de Hannah por ela, Annalise a evita e se concentra no caso de Jackie Wilson, uma mulher cujo marido abusou sexualmente dela e de duas jovens presas em seu porão. Enquanto Wes, Connor, Laurel, Michaela e Asher ficam moralmente indignados na defesa dela, Annalise e Bonnie ficam do lado de Jackie para conseguir a ela um acordo judicial. Laurel diz a Frank que está começando a ficar nervosa sobre seu encobrimento, especialmente devido à abundância de provas forenses deixadas no carro de Connor, e por isso, enquanto Connor passa o tempo com Oliver, Frank rouba o carro e o destrói. Logo vêm à tona que Jackie não é uma vítima inocente, e que ela roubou a criança aparentemente morta de um dos detidos, e está secretamente criando a criança. Em seguida, Annalise desiste do caso e trai Jackie, deixando-a para cumprir uma pena de prisão prolongada por seus crimes. Enquanto isso, Hannah, que tem perseguido Annalise, a confronta e exige que Annalise lhe diga a verdade sobre o desaparecimento de Sam. Annalise admite ter mentido para a polícia sobre o caso de Sam com Lila, mas alega não saber nada sobre o paradeiro de Sam, e isso parece satisfazer a sede de Hannah por respostas. Wes retorna para casa, onde vê uma notícia na televisão de que que os restos de Sam foram identificados no lixo, onde Connor jogou o corpo. Em um flashback, nas férias de Natal, todos sofreram emocionalmente após a noite do crime. Annalise se trancou em um quarto de hotel e bebeu grandes quantidades de vodka por dia. Wes não consegue dormir sem ser acordado por pesadelos vívidos e terríveis. Connor percebe que ele quer ficar com Oliver de uma vez por todas. O noivo de Michaela adia o casamento; e Laurel é expulsa da casa de seus pais. |              |                                                              |                  |                                        |                         |                     |
| 12 | 12           | "She's a Murderer" "Ela é uma assassina" (BR)                | Bill D'Elia      | Erika Harrison                         | 12 de fevereiro de 2015 | 8.44                |
| Quando restos de Sam são encontrados, a polícia começa a suspeitar que Annalise está de alguma forma envolvida em sua morte quando a irmã de Sam, Hannah, imediatamente a acusa Annalise do assassinato. Frank avisa a Laurel que ela, Wes, Connor e Michaela não podem mais entrar em contato com Annalise agora que seu telefone está sob a escuta da polícia. Hannah diz ao juiz que, uma vez, Annalise ameaçou matar Sam e isso é o suficiente para um mandado de busca pela sua casa ser emitido, mas nenhuma evidência é encontrada. Bonnie confronta Annalise dizendo que ela sabe que os alunos dela mataram Sam e avisa a Annalise que protegê-los poderia arruinar sua carreira. A polícia interroga Annalise depois de encontrar o anel de Sam, que Wes removeu do dedo do homem morto antes de queimar seu corpo na floresta. É revelado que Annalise tinha pedido para Frank entrar na casa de Nate e colher provas de lá, removendo sua impressão digital de um copo e a plantando no anel. Então, a polícia prende Nate pela morte de Sam. Os alunos de Annalise ficam chocados quando Nate é acusado por um assassinato que não cometeu, mas Michela ressalta: "Ela está fazendo o que disse que faria. Ela está cuidando de nós". Annalise, deitada em sua cama e cheia de culpa, liga para sua mãe para pedir ajuda. |              |                                                              |                  |                                        |                         |                     |
| 13 | 13           | "Mama's Here Now" "A mamãe chegou" (BR)                      | Mike Listo       | Erika Green Swafford & Doug Stockstill | 19 de fevereiro de 2015 | 8.86                |
| A mãe de Annalise chega na cidade e questiona Annalise sobre o seu envolvimento na morte de Sam, seu estilo de vida e sua infância. É revelado que, quando criança, o tio de Annalise a estuprou e, sem Annalise saber, sua mãe revela que ela assassinou seu irmão, colocando fogo na casa, com ele dentro. Enquanto isso, o os alunos de Annalise e Bonnie assumem um caso de uma enfermeira que está sendo acusado de estuprar um paciente do sexo masculino enquanto ele estava sedado. Bonnie ganha o caso, e prova que ela não estuprou seu paciente. É revelado que o paciente é gay e estava em um relacionamento com o advogado da instalação. Enquanto isso, o os alunos de Annalise ficam curiosos sobre o julgamento próximo de Nate pela morte de Sam. Michaela diz a Annalise: "Você sabe que ele é inocente e negro", referindo-se que o tribunal será racista por Sam ser branco e Nate ser negro. Connor e Oliver voltam a namorar. Bonnie e Asher tem relações sexuais depois que ela ganha seu primeiro caso. Bonnie fica com raiva de Frank por ter mentido para ela que ele sabia o que aconteceu com Sam. Annalise dá um pedaço de papel para Nate, na qual há um número de telefone. Wes descobre mais sobre Rudy, e descobre que Rebecca mandou prendê-lo, o que o leva a se perguntar se tudo o que ele achava que sabia sobre Rebecca era mentira. Wes e Laurel vão para um hospício e visitam Rudy. Rebecca liga para Wes e ele ignora. Então, ele mostra uma foto de Rebecca para Rudy, e Rudy diz: "molhada". Eles percebem que ele está se referindo ao assassinato de Lila, seu corpo sendo despejado em um tanque de água. O episódio termina com Rebecca rastreando a localização de Wes através do GPS de seu telefone e descobre onde ele está. |              |                                                              |                  |                                        |                         |                     |
| 14 | 14           | "The Night Lila Died" "A noite em que Lila morreu" (BR)      | Laura Innes      | Michael Foley                          | 26 de fevereiro de 2015 | 8.99                |
| Wes e Laurel começam a suspeitar que foi Rebecca quem assassinou Lila. Mais tarde, eles contam a Michaela e Connor. Connor e Oliver vão à uma clínica para fazerem um teste de doenças sexualmente transmissíveis. Annalise assume um novo cliente, um padre que matou outro sacerdote após o último abusar sexualmente de um menino. O padre coloca seus fundamentos em primeiro lugar. Mas quando a mulher que ama é colocada no tribunal, ele finalmente decide se declarar culpado do assassinato em primeiro grau, ao invés de homicídio. Annalise pede para Frank fazer algumas ligações para que Nate seja agredido em sua cela, na esperança de conseguir tirá-lo da cadeia, mas seu plano dá errado quando eles só colocam Nate em confinamento solitário. Wes e Laurel começam a revisitar as declarações de avaliação e policiais psicológicas de Rebecca. É revelado que, no passado, Lila e Rebecca estavam discutindo em 29 de agosto, o mesmo dia que Lila foi assassinada. Lila culpa Rebecca por seus problemas, e não quer mais ser sua amiga. Lila resolve voltar a namorar com Griffin e Rebecca avisa a Lila que ele não é bom para ela. Rudy está em seu quarto ouvindo a briga delas e sai para ver se Rebecca está bem, mas ela grita para ele cuidar da vida dele. Mais tarde, Rebecca e Griffin falam sobre Lila em uma festa e mais tarde eles se beijam. Eles vão para o quarto de Griffin e Rebecca pega o telefone de Griffin e manda uma mensagem para Lila, pedindo para ela vir para a festa. A fim de ter sua amizade com Rebecca de volta, Lila flagra Griffin e Rebecca tendo relações sexuais. Lila fica prestes a atacar Rebecca até que Griffin as separa. Lila grita com Rebecca dizendo que nunca mais quer ver Rebecca ou Griffin, e Rebecca sorri quando ela diz isso. No presente, Rebecca volta para casa e encontra Wes, Connor, Michaela e Laurel, que perguntam a ela se ela matou Lila. Rebecca se recusa a responder e ameaça chamar a polícia e dizer que ele mataram Sam. Eles chamam Annalise, e quando ela chega, encontra Rebecca amarrada e amordaçada no banheiro pelos alunos de Annalise.                                       |              |                                                              |                  |                                        |                         |                     |
| 15 | 15           | "It's All My Fault" "É tudo culpa minha" (BR)                | Bill D'Elia      | Peter Nowalk                           | 26 de fevereiro de 2015 | 8.99                |
| Annalise força seus alunos a colocarem Rebecca numa espécie de "julgamento", apresentando as suas provas para tentar convencê-la de que Rebecca matou Lila. Rebecca não coopera, mas finalmente consegue convencer Wes de que ela não era responsável, embora ela tenha se deparado com o corpo de Lila e se escondeu com ele na caixa de água, com medo de ela ser acusada. Na conclusão dos argumentos, Annalise não encontra nenhuma declaração aceitável, e vai soltar Rebecca do porão, informando-a que ela já foi colocada em liberdade por alguém. Michaela fica bêbada em um bar, onde Laurel revela que ela estava com o anel de noivado de Michaela esse tempo todo. Connor volta para casa e encontra Oliver chorando, dizendo que seu teste de HIV deu positivo. Wes fica sem estruturas, e Annalise tranquiliza-o, dizendo que eles têm que acreditar que foi realmente Sam quem matou Lila, já que é a única teoria que faz sentido. Quando Frank sai do porão, Annalise o encontra e eles conversam sobre o que fazer com Rebecca. Então, eles encontram Rebecca morta no porão. Ambos negam o assassinato, dizendo que cada um suspeitou do outro, suspeitando que um dos alunos de Annalise seja o responsável pela morte de Rebecca. Flashback: Na noite que Lila morreu, ela foi até a casa de Annalise para confessar seu caso com Sam, mas é rejeitada por Bonnie. Então, ela encontrou Sam no telhado da casa da irmandade, que confessa seu amor por ela. Sam diz que vai dizer para Annalise que quer um divórcio, e que Lila deve esperá-lo. Então, Sam liga para alguém e diz para a pessoa do outro lado da linha que ela "deve um favor" para ele e que "deve recompensar agora". Então, Lila é morta e é revelado que Frank é seu assassino. |              |                                                              |                  |                                        |                         |                     |